# NHKコンサートホール
『NHKコンサートホール』（エヌエイチケイ コンサートホール）は、NHK総合テレビで1964年4月8日から1976年3月18日まで放送されていた音楽番組である。

## 概要
- NHK交響楽団を始め、国内外のクラシック音楽のコンサートを中継する番組である。司会は、音楽評論家の大木正興が務めていた。
- 当初はモノクロ放送だったが、1968年度より随時カラー放送となり[2]、1969年度からは、一部回を除き毎回カラー放送となった[3]。尚、総合テレビの全国番組が全面カラー化した1971年10月10日迄には、番組の毎回カラー化を完了している。
- 1970年8月9日の回は、東京地区のみだが、この番組に於いて、音声多重放送の日本初のステレオ放送の実験が行われた[4]。その後、同年8月23日と1971年9月12日の回も、同放送の実験を行った[5][6]。

## 放送時間
いずれも日本標準時。別の時間帯で再放送あり。
- 水曜 21:40 - 22:30 （1964年4月8日 - 1965年3月31日）
- 金曜 21:40 - 22:30 （1965年4月9日 - 1969年4月4日）
- 日曜 22:00 - 22:45 （1969年4月13日 - 1969年6月22日） - 移動とともに放送枠が5分縮小。
- 日曜 22:00 - 22:50 （1969年6月29日 - 1970年3月29日） - 放送枠が5分拡大。
- 日曜 22:10 - 23:00 （1970年4月12日 - 1972年4月2日）
- 木曜 22:15 - 23:00 （1972年4月6日 - 1976年3月18日） - 移動とともに放送枠が5分縮小。ただし、その後も不定期で50分枠に戻ることがあった。